# James Cahill (snookerzysta)
James Cahill (ur. 27 grudnia 1995 w Blackpool) – angielski snookerzysta. Uczestnik profesjonalnego touru przez osiem lat, z przerwami, od 2013 do 2024 roku. W 2019 roku został pierwszym amatorem, który zakwalifikował się do finału mistrzostw świata zawodowców.

## Kariera

### Tytuły mistrzów Europy juniorów i U-21
James Cahill jest synem Marii Cahill Tart, która była odnoszącą sukcesy snookerzystką w latach 80. i 90. i prowadziła Rileys Pool and Snooker Club w Blackpool. Jej siostra była żoną Stephena Hendry’ego do 2014 roku, co oznacza, że siedmiokrotny mistrz świata w snookerze również był częścią rodziny. Od najmłodszych lat snooker odgrywał ważną rolę w życiu Cahilla, a jako młodzieniec odniósł pewne sukcesy, w tym zwycięstwo w regionalnych mistrzostwach U-16 w północno-zachodniej Anglii. W wieku 15 lat opuścił szkołę i wziął prywatnego nauczyciela, aby skupić się na tym sporcie. Otrzymał pomoc od Franka Callana, który już trenował Hendry’ego i innych mistrzów świata i czołowych graczy. Później pracował z Chrisem Henrym.
W wieku 14 lat wziął udział w swoim pierwszym zawodowym turnieju Players Tour Championship, który był otwarty dla amatorów, a rok później z powodzeniem zakwalifikował się do głównej drabinki w dwóch turniejach PTC. W wieku 16 lat wziął udział w Q School, aby zdobyć miejsce jako profesjonalny gracz w World Snooker Tour. Na pierwszym turnieju w 2012 roku dotarł do półfinału grupy. W sezonie PTC 2012/13 był w głównej drabince w siedmiu z 13 turniejów i dwukrotnie awansował do pierwszej rundy, pokonując profesjonalistów Roberta Milkinsa i Paula Davisona. W marcu 2013 roku wziął udział w Mistrzostwach Europy U-21 w Snookerze EBSA i zdobył tytuł Mistrza Europy Juniorów. To zwycięstwo dało mu, w wieku 17 lat, prawo do rywalizacji w profesjonalnych turniejach głównej trasy przez kolejne dwa lata.

### Pierwsze lata zawodowe

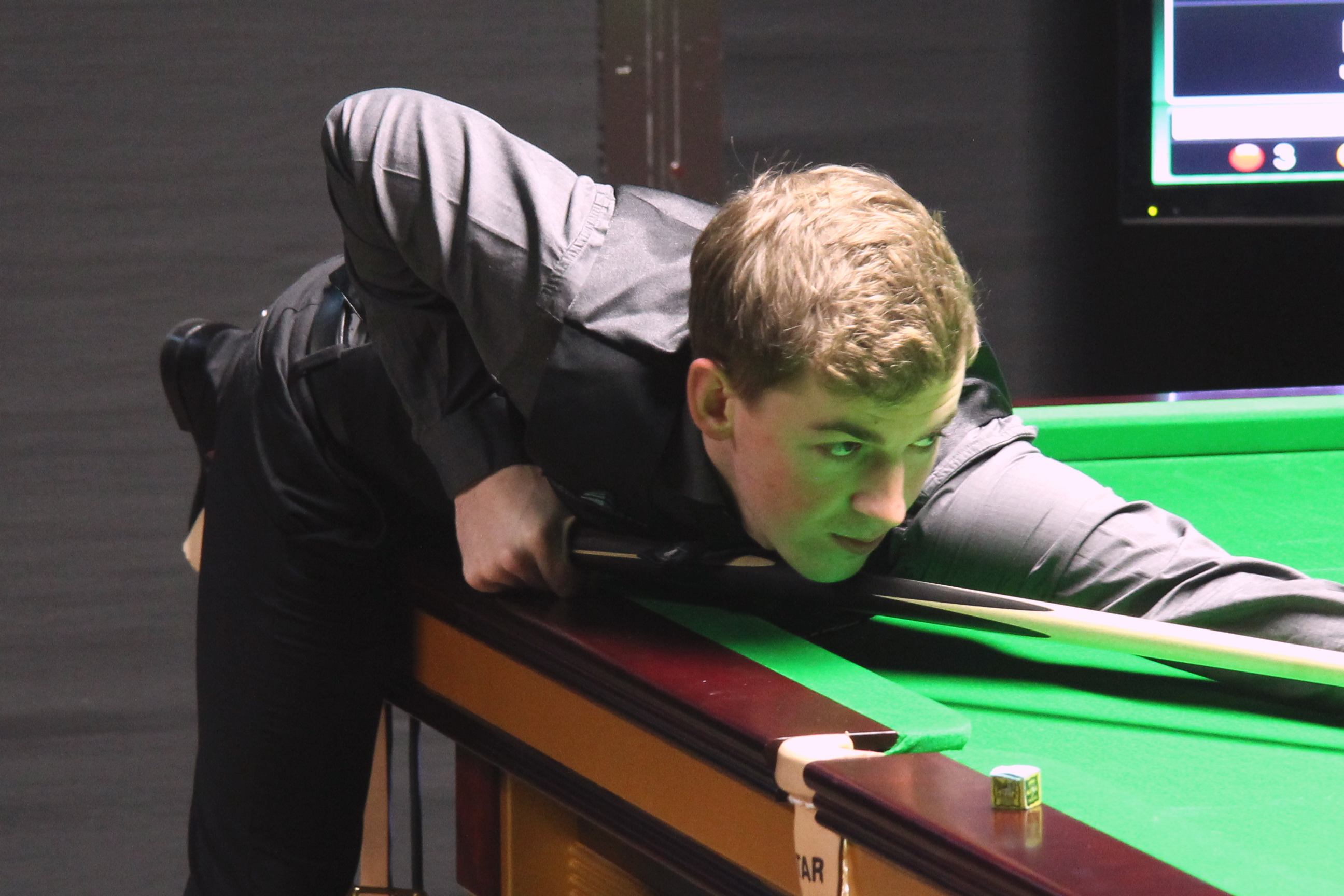
James Cahill w trakcie Paul Hunter Classic 2016

W sezonie 2013/14 sukcesy nie zmaterializowały się. Udało mu się dotrzeć do 1/32 finału dopiero po dwóch zwycięstwach w Paul Hunter Classic 2013. Dopiero w finale sezonu, podczas kwalifikacji do Mistrzostw Świata w Snookerze, udało mu się wygrać na turnieju rankingowym. W związku z tym zakończył sezon na zaledwie 117. miejscu w światowym rankingu snookera. Na początku kolejnego sezonu dotarł do 1/64 finału w Australian Goldfields Open i ponownie dotarł do trzeciej rundy Paul Hunter Classic po zwycięstwach nad Dave’em Haroldem i Johnem Higginsem. Największym sukcesem Cahilla do tego momentu było dotarcie do 1/8 finału UK Championship 2014, po pokonaniu między innymi numeru trzy na świecie Dinga Junhui. Awansował na 76. pozycję w światowym rankingu, ale później udało mu się dodać tylko jedno zwycięstwo, co spowodowałoby wypadnięcie z głównego touru. Jednak jego wyniki na turniejach PTC pozwoliły mu zająć ósme i ostatnie miejsce w rankingu European Tour Order of Merit dla amatorów, przedłużając tym samym jego status zawodowca o kolejne dwa lata.
Sezon 2015/16 nie był zbyt obiecujący: tylko pięć razy przetrwał mecz otwarcia, z czego trzy razy w turniejach PTC, co oznaczało, że zawsze utrzymywał się poniżej setnego miejsca w rankingu. Dopiero w 2016 podczas Paul Hunter Classic po raz pierwszy dotarł do trzeciej rundy. Dotarł tak daleko tylko raz podczas Snooker Shoot-Out, ale żaden z tych turniejów nie wniósł wiele do jego światowego rankingu. W rezultacie w 2017 roku był zmuszony opuścić profesjonalną trasę, zajmując po czterech latach 106. miejsce w rankingu. Próbował ponownie zakwalifikować się przez Q School. Chociaż dotarł do finału swojej grupy w drugim turnieju, przegrał decydujący mecz z Paulem Davisonem 2-4.

### Wyjątkowy sezon amatora w profesjonalnej lidze
W następnym roku Cahill wziął udział tylko w kilku turniejach. Zakwalifikował się do Gibraltar Open, turnieju otwartego dla amatorów, i dotarł do drugiej rundy, a także do Shoot-Out, na który otrzymał dziką kartę. Podczas Q School 2018 był szczególnie zacięty. We wszystkich trzech turniejach zabrakło mu jednej rundy do awansu do play-offów: w pierwszym przegrał 1–4 z Jordanem Brownem w półfinale swojej grupy, w drugim takim samym wynikiem z Jamie Cope, a w trzecim, po zaciętym meczu, 3–4 z Kuldeshem Johalem w decydującym meczu. W tym sezonie kwalifikacje poprzez Order of Merit, czyli ranking niekwalifikujących się, zostały zniesione na rzecz trzeciego turnieju, więc nawet miejsce w pierwszej czwórce na tej liście nie pomogło mu w awansie.
Oznaczało to, że był jednym z pierwszych zawodników rezerwowych, w związku z czym nadal brał udział w większości turniejów profesjonalnej trasy w sezonie 2018/19. Ów sezon rozpoczął się zwycięstwem 5-1 nad 18. numerem w rankingu Liang Wenbo w eliminacjach do World Open. W UK Championship wyeliminował z turnieju numer jeden na świecie Marka Selby’ego 6–3 w pierwszej rundzie. Na Welsh Open pokonał innego czołowego gracza (numer 11), Shauna Murphy’ego. Na Indian Open po raz drugi w karierze dotarł do 1/8 finału. W kwalifikacjach do Mistrzostw Świata w końcu dotarł do głównej drabinki w Crucible Theatre po zwycięstwach nad Andrew Higginsonem, Michaelem Holtem i Michaelem Judge’em, stając się pierwszym amatorem w historii turnieju. W pierwszej rundzie niespodziewanie pokonał Ronniego O’Sullivana, który wcześniej zastąpił Selby’ego jako numer 1 na świecie, 10–8. W 1/8 finału Mistrzostw Świata zdołał nawet dotrzymać kroku Stephenowi Maguire’owi, przegrywając w decydującym meczu tylko 12–13. Ten niezwykły sukces przyniósł Cahillowi przydomek The Giant-Killer („Pogromca Gigantów”).

### Kolejne dwa lata jako profesjonalista
Chociaż Anglik uczestniczył w tourze tylko jako amator, jego sukcesy były wliczane do rocznego rankingu. Po odliczeniu 64 najlepszych profesjonalistów, zajął tam drugie miejsce i tym samym otrzymał miejsce w głównym tourze na sezony 2019/20 i 2020/21. Pierwszy rok rozpoczął od zwycięstwa 4–0 nad Jimmym White’em, ale nie był w stanie kontynuować swoich poprzednich sukcesów. Przegrał sześć meczów z rzędu i wygrał tylko z Davidem Gilbertem na UK Championship. Wygrał swój mecz otwarcia jeszcze dwa razy, ale potem poniósł sześć porażek z rzędu. Przegrał nawet swój pierwszy mecz na Mistrzostwach Świata 2-6 z 15-letnim Belgiem Benem Mertensem. Jego drugi rok również zaczął się mieszanie, z trzema zwycięstwami w pięciu turniejach. W pierwszej fazie grupowej, rozgrywanej do trzech zwycięstw, wygrał pięć z siedmiu meczów i awansował do 1/16 finału. Odpadł w drugiej fazie, odnosząc dwa zwycięstwa z siedmiu. W pozostałych pięciu meczach sezonu wygrał tylko jeden mecz i, zajmując 90. miejsce w rankingu, ponownie stracił status zawodowca.
Jego drugi udział w Q School rozpoczął się od porażki 1–4 w decydującym meczu pierwszego turnieju z Bai Langningiem. Jednak w pozostałych dwóch turniejach odpadł na wczesnym etapie, wracając do statusu amatora.

### Rekwalifikacja do profesjonalnej trasy 2022
Podczas trzeciego turnieju Q School 2022 Cahill zakwalifikował się na kolejne dwa lata do głównej trasy po rocznej przerwie.

## Występy w turniejach w karierze
| Ranking                      | [ i ]         | 117           | [ ii ]        | 110           | [ iii ]       | [ iii ]       | [ i ]         | 82            | [ iii ]       | [ iv ]        | 71            | [ iii ]       |               |               |               |               |               |               |               |               |               |               |               |               |               |               |               |               |
| Turnieje rankingowe          |               |               |               |               |               |               |               |               |               |               |               |               |               |               |               |               |               |               |               |               |               |               |               |               |               |               |               |               |
| Championship League          | nierankingowy | nierankingowy | nierankingowy | nierankingowy | nierankingowy | nierankingowy | nierankingowy | RR            | RR            | RR            | 2R            | RR            |               |               |               |               |               |               |               |               |               |               |               |               |               |               |               |               |
| Wuhan Open                   | nie rozegrano | nie rozegrano | nie rozegrano | nie rozegrano | nie rozegrano | nie rozegrano | nie rozegrano | nie rozegrano | nie rozegrano | nie rozegrano | LQ            |               |               |               |               |               |               |               |               |               |               |               |               |               |               |               |               |               |
| English Open                 | nie rozegrano | nie rozegrano | nie rozegrano | 2R            | A             | 1R            | 1R            | 1R            | WD            | LQ            | 1R            |               |               |               |               |               |               |               |               |               |               |               |               |               |               |               |               |               |
| British Open                 | nie rozegrano | nie rozegrano | nie rozegrano | nie rozegrano | nie rozegrano | nie rozegrano | nie rozegrano | nie rozegrano | 1R            | LQ            | LQ            |               |               |               |               |               |               |               |               |               |               |               |               |               |               |               |               |               |
| Northern Ireland Open        | nie rozegrano | nie rozegrano | nie rozegrano | 1R            | A             | 1R            | 1R            | 2R            | 2R            | LQ            | 1R            |               |               |               |               |               |               |               |               |               |               |               |               |               |               |               |               |               |
| International Championship   | LQ            | LQ            | LQ            | LQ            | A             | A             | LQ            | nie rozegrano | nie rozegrano | nie rozegrano | LQ            |               |               |               |               |               |               |               |               |               |               |               |               |               |               |               |               |               |
| UK Championship              | 1R            | 4R            | 1R            | 1R            | A             | 2R            | 2R            | 1R            | A             | LQ            | LQ            |               |               |               |               |               |               |               |               |               |               |               |               |               |               |               |               |               |
| Shoot Out                    | nierankingowy | nierankingowy | nierankingowy | 3R            | 2R            | 1R            | 1R            | 1R            | 1R            | 1R            | 1R            |               |               |               |               |               |               |               |               |               |               |               |               |               |               |               |               |               |
| Scottish Open                | nie rozegrano | nie rozegrano | nie rozegrano | 1R            | A             | 2R            | 2R            | 1R            | LQ            | LQ            | 1R            |               |               |               |               |               |               |               |               |               |               |               |               |               |               |               |               |               |
| German Masters               | LQ            | LQ            | LQ            | LQ            | A             | LQ            | LQ            | LQ            | A             | LQ            | LQ            |               |               |               |               |               |               |               |               |               |               |               |               |               |               |               |               |               |
| World Grand Prix             | NH            | NR            | DNQ           | DNQ           | DNQ           | DNQ           | DNQ           | DNQ           | DNQ           | DNQ           | DNQ           |               |               |               |               |               |               |               |               |               |               |               |               |               |               |               |               |               |
| Welsh Open                   | 1R            | 1R            | 2R            | 1R            | A             | 3R            | 1R            | 1R            | LQ            | LQ            | LQ            |               |               |               |               |               |               |               |               |               |               |               |               |               |               |               |               |               |
| Players Championship         | DNQ           | DNQ           | DNQ           | DNQ           | DNQ           | DNQ           | DNQ           | DNQ           | DNQ           | DNQ           | DNQ           |               |               |               |               |               |               |               |               |               |               |               |               |               |               |               |               |               |
| World Open                   | LQ            | nie rozegrano | nie rozegrano | 1R            | A             | 1R            | LQ            | nie rozegrano | nie rozegrano | nie rozegrano | LQ            |               |               |               |               |               |               |               |               |               |               |               |               |               |               |               |               |               |
| Tour Championship            | nie rozegrano | nie rozegrano | nie rozegrano | nie rozegrano | nie rozegrano | DNQ           | DNQ           | DNQ           | DNQ           | DNQ           | DNQ           |               |               |               |               |               |               |               |               |               |               |               |               |               |               |               |               |               |
| World Championship           | LQ            | LQ            | LQ            | LQ            | A             | 2R            | LQ            | LQ            | LQ            | LQ            | LQ            |               |               |               |               |               |               |               |               |               |               |               |               |               |               |               |               |               |
| Dawne turnieje rankingowe    |               |               |               |               |               |               |               |               |               |               |               |               |               |               |               |               |               |               |               |               |               |               |               |               |               |               |               |               |
| Wuxi Classic                 | LQ            | LQ            | nie rozegrano | nie rozegrano | nie rozegrano | nie rozegrano | nie rozegrano | nie rozegrano | nie rozegrano | nie rozegrano | nie rozegrano | nie rozegrano | nie rozegrano | nie rozegrano | nie rozegrano | nie rozegrano | nie rozegrano | nie rozegrano | nie rozegrano | nie rozegrano | nie rozegrano | nie rozegrano |               |               |               |               |               |               |
| Australian Goldfields Open   | LQ            | LQ            | LQ            | nie rozegrano | nie rozegrano | nie rozegrano | nie rozegrano | nie rozegrano | nie rozegrano | nie rozegrano | nie rozegrano | nie rozegrano | nie rozegrano | nie rozegrano | nie rozegrano | nie rozegrano | nie rozegrano | nie rozegrano | nie rozegrano | nie rozegrano | nie rozegrano | nie rozegrano | nie rozegrano |               |               |               |               |               |
| Shanghai Masters             | LQ            | LQ            | LQ            | LQ            | A             | nierankingowy | nierankingowy | nie rozegrano | nie rozegrano | nie rozegrano | nierankingowy | nierankingowy |               |               |               |               |               |               |               |               |               |               |               |               |               |               |               |               |
| Paul Hunter Classic          | Minor-Ranking | Minor-Ranking | Minor-Ranking | 3R            | WD            | 1R            | NR            | nie rozegrano | nie rozegrano | nie rozegrano | nie rozegrano | nie rozegrano | nie rozegrano | nie rozegrano | nie rozegrano | nie rozegrano | nie rozegrano | nie rozegrano | nie rozegrano | nie rozegrano | nie rozegrano | nie rozegrano | nie rozegrano | nie rozegrano | nie rozegrano | nie rozegrano | nie rozegrano |               |
| Indian Open                  | LQ            | LQ            | NH            | LQ            | A             | 3R            | nie rozegrano | nie rozegrano | nie rozegrano | nie rozegrano | nie rozegrano | nie rozegrano | nie rozegrano | nie rozegrano | nie rozegrano | nie rozegrano | nie rozegrano | nie rozegrano | nie rozegrano | nie rozegrano | nie rozegrano | nie rozegrano | nie rozegrano | nie rozegrano | nie rozegrano | nie rozegrano |               |               |
| China Open                   | LQ            | LQ            | LQ            | LQ            | A             | LQ            | nie rozegrano | nie rozegrano | nie rozegrano | nie rozegrano | nie rozegrano | nie rozegrano | nie rozegrano | nie rozegrano | nie rozegrano | nie rozegrano | nie rozegrano | nie rozegrano | nie rozegrano | nie rozegrano | nie rozegrano | nie rozegrano | nie rozegrano | nie rozegrano | nie rozegrano | nie rozegrano |               |               |
| Riga Masters                 | NH            | Minor-Ranking | Minor-Ranking | 1R            | A             | LQ            | 1R            | nie rozegrano | nie rozegrano | nie rozegrano | nie rozegrano | nie rozegrano | nie rozegrano | nie rozegrano | nie rozegrano | nie rozegrano | nie rozegrano | nie rozegrano | nie rozegrano | nie rozegrano | nie rozegrano | nie rozegrano | nie rozegrano | nie rozegrano | nie rozegrano | nie rozegrano | nie rozegrano |               |
| China Championship           | nie rozegrano | nie rozegrano | nie rozegrano | NR            | A             | A             | LQ            | nie rozegrano | nie rozegrano | nie rozegrano | nie rozegrano | nie rozegrano | nie rozegrano | nie rozegrano | nie rozegrano | nie rozegrano | nie rozegrano | nie rozegrano | nie rozegrano | nie rozegrano | nie rozegrano | nie rozegrano | nie rozegrano | nie rozegrano | nie rozegrano | nie rozegrano | nie rozegrano |               |
| WST Pro Series               | nie rozegrano | nie rozegrano | nie rozegrano | nie rozegrano | nie rozegrano | nie rozegrano | nie rozegrano | 2R            | nie rozegrano | nie rozegrano | nie rozegrano | nie rozegrano | nie rozegrano | nie rozegrano | nie rozegrano | nie rozegrano | nie rozegrano | nie rozegrano | nie rozegrano | nie rozegrano | nie rozegrano | nie rozegrano | nie rozegrano | nie rozegrano | nie rozegrano | nie rozegrano | nie rozegrano | nie rozegrano |
| Turkish Masters              | nie rozegrano | nie rozegrano | nie rozegrano | nie rozegrano | nie rozegrano | nie rozegrano | nie rozegrano | nie rozegrano | LQ            | nie rozegrano | nie rozegrano | nie rozegrano |               |               |               |               |               |               |               |               |               |               |               |               |               |               |               |               |
| Gibraltar Open               | nie rozegrano | nie rozegrano | MR            | 1R            | 2R            | 2R            | 1R            | 1R            | 1R            | nie rozegrano | nie rozegrano | nie rozegrano |               |               |               |               |               |               |               |               |               |               |               |               |               |               |               |               |
| WST Classic                  | nie rozegrano | nie rozegrano | nie rozegrano | nie rozegrano | nie rozegrano | nie rozegrano | nie rozegrano | nie rozegrano | nie rozegrano | 4R            | nie rozegrano | nie rozegrano |               |               |               |               |               |               |               |               |               |               |               |               |               |               |               |               |
| European Masters             | nie rozegrano | nie rozegrano | nie rozegrano | LQ            | A             | LQ            | LQ            | 2R            | WD            | 1R            | 1R            | NH            |               |               |               |               |               |               |               |               |               |               |               |               |               |               |               |               |
| Dawne turnieje nierankingowe |               |               |               |               |               |               |               |               |               |               |               |               |               |               |               |               |               |               |               |               |               |               |               |               |               |               |               |               |
| Six-red World Championship   | A             | A             | A             | A             | A             | A             | A             | A             | A             | LQ            | nie rozegrano | nie rozegrano |               |               |               |               |               |               |               |               |               |               |               |               |               |               |               |               |

1. 1 2  Nowi gracze w Tourze nie mają rankingu.
2. ↑  Gracze, którzy zakwalifikowali się z European Tour Order of Merit zaczynają sezon bez punktów rankingowych.
3. 1 2 3 4  Był amatorem.
4. ↑  Gracze, którzy zakwalifikowali się z Q School zaczynają sezon bez punktów rankingowych.

| Legenda tabeli wyników              | Legenda tabeli wyników       | Legenda tabeli wyników                     | Legenda tabeli wyników                                                              | Legenda tabeli wyników                     | Legenda tabeli wyników                     |
| ----------------------------------- | ---------------------------- | ------------------------------------------ | ----------------------------------------------------------------------------------- | ------------------------------------------ | ------------------------------------------ |
| LQ                                  | odpadnięcie w kwalifikacjach | #R                                         | odpadnięcie we wczesnej fazie turnieju (WR = runda dzikich kart, RR = faza grupowa) | QF                                         | przegrana w ćwierćfinale                   |
| SF                                  | przegrana w półfinale        | F                                          | przegrana w finale                                                                  | W                                          | zwycięstwo                                 |
| DNQ                                 | nie zakwalifikował/a się     | A                                          | nie brał/a udziału                                                                  | WD                                         | zrezygnował/a w trakcie turnieju           |
| Legenda oznaczeń w tabelach wyników |                              |                                            |                                                                                     |                                            |                                            |
| NH / Nie roz.                       | NH / Nie roz.                | Turniej nie odbył się.                     | Turniej nie odbył się.                                                              | Turniej nie odbył się.                     | Turniej nie odbył się.                     |
| NR / Nie-rank.                      | NR / Nie-rank.               | Turniej nie był zaliczany jako rankingowy. | Turniej nie był zaliczany jako rankingowy.                                          | Turniej nie był zaliczany jako rankingowy. | Turniej nie był zaliczany jako rankingowy. |
| R / Rank.                           | R / Rank.                    | Turniej był zaliczany jako rankingowy.     | Turniej był zaliczany jako rankingowy.                                              | Turniej był zaliczany jako rankingowy.     | Turniej był zaliczany jako rankingowy.     |
| MR / Minor-Rank.                    | MR / Minor-Rank.             | Turniej był zaliczany jako minor ranking.  | Turniej był zaliczany jako minor ranking.                                           | Turniej był zaliczany jako minor ranking.  | Turniej był zaliczany jako minor ranking.  |

## Finały w karierze

### Finały amatorskie: 1 (1-0)
| Rezultat  |    | Rok  | Turniej                                | Przeciwnik   | Wynik | Przypisy |
| --------- | -- | ---- | -------------------------------------- | ------------ | ----- | -------- |
| Zwycięzca | 1. | 2013 | European Under-21 Snooker Championship | Ashley Carty | 6–0   | [ 23 ]   |